# Johannesburg (Kalifornija)
Johannesburg je naseljeno područje za statističke svrhe u američkoj saveznoj državi Kalifornija. Prema popisu stanovništva iz 2010. u njemu je živjelo 172 stanovnika.